# Trismelasmos euphanes
Trismelasmos euphanes is een vlinder uit de familie van de Houtboorders (Cossidae). De soort is voor het eerst wetenschappelijk beschreven als Xyleutes euphanes door Reginald James West in een publicatie uit 1932.
De soort komt voor in de Filipijnen.